# Alessandria Challenger 2009
L'Alessandria Challenger 2009, noto anche come Trofeo Cassa di Risparmio Alessandria, è stato un torneo professionistico di tennis maschile giocato sulla terra rossa, che faceva parte dell'ATP Challenger Tour 2009. Si è giocato ad Alessandria in Italia dal 25 al 31 maggio 2009.

## Partecipanti

### Teste di serie
| Nazionalità | Giocatore               | Ranking* | Testa di serie |
| ----------- | ----------------------- | -------- | -------------- |
| Spagna      | Rubén Ramírez Hidalgo   | 131      | 1              |
| Stati Uniti | Jesse Levine            | 142      | 2              |
| Brasile     | Ricardo Hocevar         | 159      | 3              |
| Spagna      | David Marrero           | 166      | 4              |
| Ecuador     | Giovanni Lapentti       | 172      | 5              |
| Colombia    | Alejandro Falla         | 173      | 6              |
| Italia      | Paolo Lorenzi           | 174      | 7              |
| Spagna      | Daniel Muñoz de la Nava | 175      | 8              |

- Ranking al 18 maggio 2009.

### Altri partecipanti
Giocatori che hanno ricevuto una wild card:
- Laurynas Grigelis
- Jacopo Marchegiani
- Rubén Ramírez Hidalgo
- Simone Vagnozzi

Giocatori passati dalle qualificazioni:
- Francesco Aldi
- Juan Sebastián Cabal
- Tatsuma Itō
- José Antonio Sánchez-de Luna

## Campioni

### Singolare
Blaž Kavčič ha battuto in finale  Jesse Levine con il punteggio di 7–5, 6–3

### Doppio
Rubén Ramírez Hidalgo /  José Antonio Sánchez-de Luna hanno battuto in finale  Martín Alund /  Guillermo Hormazábal con il punteggio di 6–4, 6–2